# Mary Willumsen
Mary Brigitte Cecilie Magdalene Willumsen (* 1884 in Kopenhagen; ✝ 1961 ebenda) war eine dänische Fotografin.
Sie ist heute vor allem für ihre weiblichen Aktfotografien aus den Damenumkleiden des Kopenhagener Badehauses Helgoland bekannt. Nachdem sie von ihrem verstorbenen Mann die fotografische Ausrüstung erbte, begann sie zu fotografieren, um den Lebensunterhalt für sich und ihren Sohn zu verdienen. Die erotischen, humorvollen und charmanten Aufnahmen verkaufte sie in Form von Postkarten an Kopenhagener Kioske. Schließlich beendete sie 1922 ihre Karriere als Fotografin, nachdem polizeilich wegen Pornografie und Obszönität gegen sie ermittelt wurde.

## Leben
Mary Brigitte Cecilie Magdalene Willumsen wurde am 13. Juli 1884 in Frederiksberg geboren und wuchs in einer Arbeiterfamilie im westlichen Kopenhagener Stadtteil Valby auf. Durch die Berufe ihrer Eltern Jens Nielsen und Hulda Caroline Elisabeth Nielsen, die als Gaswerkarbeiter und Näherin arbeiteten, war das Geld in der Familie stets knapp. Infolgedessen begann Mary Willumsen schon sehr früh damit, für ihre Familie Geld dazuzuverdienen. Beispielsweise verteilte sie mit sieben Jahren gemeinsam mit ihrer Mutter die Zeitung “Social-Demokraten” in Kopenhagen. Ihr Vater starb noch vor ihrem 15. Geburtstag. Im Jahr 1899 wurde sie konfirmiert und begann danach, im Alter von 15 Jahren, die Ausbildung und Arbeit als Näherin im großen Kaufhaus “Magasin du Nord”.
Am 29. Juli 1910 heiratete sie den Maler und Fotografen Harald Axel Larsen, geboren 1883, mit dem sie zwei Jahre später, 1912, ihren einzigen Sohn Svend Børge Larsen bekam. Die kleine Familie lebte in ärmlichen Verhältnissen in einer Kellerwohnung in Kopenhagen. Während der Ehe brachte er ihr das Fotografieren bei, das sie zunächst als Hobby betrachtete. Nachdem sie allerdings ein Jahr nach der Geburt des gemeinsamen Sohnes, im Mai 1913, zur Witwe wurde, erkannte sie das Fotografieren als Einnahmequelle.
Sie begann ihre Aufnahmen im Kopenhagener Badehaus Helgoland an der Svanemolle-Bucht. Dort und in den naheliegenden Sanddünen fotografierte sie Mädchen und Frauen in geschützten Badebereichen, Umkleidekabinen und Zonen, die nur für Frauen zugänglich waren. Zunächst dürfte es sich dabei um recht spontane Aufnahmen gehandelt haben. Schnell wurde sie aber von wohlhabenden Badehausbesucherinnen im Voraus dafür angefragt, diese zu fotografieren. Später, als sie den Erfolg der Bilder erkannte, soll sie eigeninitiativ Modelle engagiert haben, um mehr und gezielt Fotografien produzieren zu können. Während ihrer aktivsten Schaffensphase zwischen 1914 und 1922, als sie täglich im Badehaus Helgoland fotografierte, wurden manche der Aufnahmen in der dänischen Frauenzeitschrift “Vore Dame” anonym veröffentlicht.
Darüber hinaus begann sie, ihre Werke in Form von Postkarten an die Kopenhagener Kioske zu verkaufen. Der Hauptabnehmer war der “Scala-Kiosk”, in dem der damalige Besitzer, Mr. Brix, etliche von Willumsens Karten veräußerte. Dieser soll sie im Lauf der Zeit dazu aufgefordert haben, mehr Fotografien von gänzlich entblößten Frauen anzufertigen. Sie kam diesem Wunsch nach, achtete aber eigener Aussage zufolge stets darauf, den Bildern keinen vulgären Charakter zu geben. Andere Abnehmer waren ein Kiosk in Istedgade und ein Kiosk am Circus garden. Außerdem arbeitete sie zu der Zeit mit verschiedenen Postkartenverlagen zusammen, die die Werke teilweise reproduziert haben sollen. Auf diese Art konnte sie sich und ihren Sohn finanziell absichern.
Am 9. November 1917 heiratete sie ihren zweiten Ehemann, den Milchmann Jens Ludvig Georg W., der das große geschäftliche Potential in ihrer Arbeit erkannte, und begann, ihr bei der Produktion der Fotografien in der Dunkelkammer zu helfen. Die Dunkelkammer soll sich im dunklen Treppenhaus der gemeinsamen Wohnung befunden haben.
Zwei Jahre später, 1920 begann die Kopenhagener Polizei eine großangelegte Operation, im Zuge derer in zahlreichen Kiosken und Verlagen nach pornografischem und damit illegalem Material in Form von erotischen Bildern und Literatur gesucht wurde. Auch Mary Willumsens Werke wurden dabei entdeckt und über 15.000 Postkarten als Beweismittel konfisziert. Darüber hinaus soll eine deutsche Bestellung in Höhe von 10.000 Karten aufgedeckt worden sein. Sie selbst wurde angeklagt und machte 1920 in einer polizeilichen Vernehmung bekannt, dass sie monatlich um die 1200 Karten allein für den Scala-Kiosk anfertigt hatte. Der Preis für eine Karte lag bei 25 Øre. Die Polizeiuntersuchung dauerte eineinhalb Jahre.
Nach den überlieferten Polizeiprotokollen stritt sie zunächst ab, in ihrem Leben jemals für etwas anderes strafrechtlich belangt worden zu sein oder staatliche finanzielle Unterstützung erhalten zu haben. Darüber hinaus betonte sie, nie die Absicht gehabt zu haben, pornografische Postkarten anzufertigen. Sie habe selbst an der Legalität gezweifelt, sei aber von Personen mit Expertise davon überzeugt worden, dass es sich bei ihren Werken um legale Fotografien handle. Zudem habe sie stets die Erlaubnis der Frauen eingeholt, die Fotografien zu verkaufen.
Willumsen wurde schließlich freigesprochen und die meisten Fotografien, die nicht §184 bezüglich obszönem Material tangierten, zurückgegeben. Obwohl sie 1922 um Erlaubnis gebeten hatte, ihre Fotografien im Badehaus unter Beachtung der offiziellen Regelungen wiederaufnehmen zu dürfen, gibt es heutzutage keine bekannten Aufnahmen von ihr, die in der Zeit nach der polizeilichen Ermittlung entstanden sind.
Sie verdiente danach ihren Lebensunterhalt, in dem sie beispielsweise in Auktionshäusern Antiquitäten an- und verkaufte. Im Jahr 1946 starb ihr Mann in Kopenhagen. Mary Willumsen starb am 25. Oktober 1961 im Alter von 77 Jahren.

## Erinnerung
Nach ihrem Tod geriet sie zunächst in Vergessenheit. Grund dafür war unter anderem die Verwechslung mit der Volkshochschulfotografin Marie Villumsen. Erst 1994 wurde sie wiederentdeckt. Im selben Jahr fand ab dem 4. Oktober in der New Carsberg Glyptothek eine Ausstellung mit einigen ihren Werken statt. Ihr Sohn Svend Børge Larsen besuchte die Ausstellung im Alter von 80 Jahren. Im Jahr 2002 starb er im Alter von 89 Jahren. Heute befinden sich die noch vorhandenen Fotografien in der Königlichen Bibliothek oder der Staatsbibliothek in Dänemark.
So gut wie alles, das über ihr Leben und Werk bekannt ist, entstammt den Polizeiprotokollen zu der Anklage wegen Produktion und Verkauf von illegalen Postkarten 1920. Andere Quellen sind außerdem Volkszählungs- und Kirchenbücher.

## Werk

### Weg zur Fotografie
In ihrer frühen Kindheit dürfte Mary Willumsen nur sehr wenig mit Fotografie in Kontakt gekommen sein. Zu der Zeit gab es zwar schon erste dänische Fotografen, jedoch befand sich die Kunstform zu der Zeit in Dänemark noch recht am Anfang. Menschen der Arbeiterklasse, der auch sie angehörte, hatten kaum Berührungspunkte mit dieser Disziplin. In den 1890er Jahren begannen erste dänische Zeitungen, fotografische Aufnahmen zu veröffentlichen. Zu Beginn des 20. Jahrhunderts nahm schließlich auch die Amateurfotografie in Dänemark dank einfachen Techniken zu.
Den ersten wirklichen Bezug zu der Fotografie und auch zu den technischen Hintergründen hat sie wohl erst in ihrer ersten Ehe mit Harald Axel Larsen gehabt. Dieser arbeitete neben dem Beruf als Maler auch als Fotograf und brachte ihr während der kurzen gemeinsamen Zeit das Fotografieren bei. Von ihm erbte sie zudem die Ausrüstung, was ihr das Anfertigen der Bilder überhaupt erst möglich machte. Anfänglich dürfte es sich dabei also eher um eine gemeinsame Freizeitbeschäftigung der beiden Eheleute gehandelt haben. Nachdem er 1913 gestorben war, sah sie sich mit der Herausforderung konfrontiert, als alleinerziehende Mutter den Lebensunterhalt zu verdienen. Wie genau sie auf die Idee gekommen ist, durch das Fotografieren an Geld zu kommen, ist nicht bekannt. Sicherlich wird ihr die Tatsache behilflich gewesen sein, dass sie es schon seit ihrer Kindheit gewohnt gewesen war, auf kreative Art und Weise an Geld zu kommen.

### Badehaus Helgoland
Die berühmtesten Fotografien Mary Willumsens entstammen dem Badehaus Helgoland an der Svanemølle-Bucht und den umliegenden Sanddünen. Dort bekam sie die Erlaubnis, die Gäste des Badehauses zu fotografieren, die sie darum baten. Auf den Bildern abgebildet sind immer Mädchen oder Frauen aus verschiedenen gesellschaftlichen Schichten. Es sind demnach Porträtaufnahmen, die die Frauen darauf allerdings nicht bloß abbilden, sondern ihre individuellen Züge darstellen und teilweise eine Geschichte erzählen. Die Modelle befinden sich dabei immer in geschützten Bereichen zu denen Männer entweder keinen Zutritt hatten oder aus anderen Gründen fernblieben. Häufig befinden sich die fotografierten Frauen in den Damen-Umkleiden des Badehauses.

### Stil
Kennzeichnend ist zunächst, dass die Frauen auf jedem Bild individuell, mit eigenen Posen abgebildet sind. Auch die Intensität des Posierens variiert zwischen überhaupt keiner Pose und dem Erzählen einer Geschichte. Anhand der Bilder können ebenfalls Rückschlüsse über den Grad der Planung und Vorbereitung gezogen werden. Manchmal sind auf den Fotografien einfache Requisiten wie Pinsel oder Hüte zu erkennen, manchmal ist dagegen nur das Modell in der jeweiligen Umgebung abgebildet.
Ein Charakteristikum, das sich durch alle Aufnahmen zieht, ist die Tatsache, dass die Identitäten der Frauen verborgen bleiben. Das wird dadurch erreicht, dass sich diese beispielsweise wegdrehen, oder ihr Gesicht durch Gegenstände oder Posen verdecken. Der einfache Grund dafür dürfte gewesen sein, dass sich die Modelle andernfalls mit gesellschaftlichem Missfallen, Diskriminierung und Ausgrenzung hätten auseinandersetzen müssen. Außerdem schafft es Willumsen dadurch, dass die Persönlichkeiten der Frauen durch die Haltung, die Handlung und Teile der Mimik noch intensiver präsentiert werden. Darüber hinaus wird somit der Charakter eines Versteckspiels erreicht. Die Frauen scheinen mit dem Betrachter zu spielen, ohne diesen anzuschauen.
Teilweise wird in den Aufnahmen eine Geschichte erzählt, oder es wird indirekt dazu aufgefordert, sich eine Geschichte zu überlegen. In allen Fotografien ist Mary Willumsens Talent für das Erkennen des richtigen Augenblicks und Spontanität ersichtlich. Auch Komposition spielt eine wichtige Rolle. Obwohl sie die Identitäten der Frauen bewusst verbirgt, sticht am meisten der hohe Stellenwert der Individualität der Modelle hervor. Jedes Bild erzählt eine andere Geschichte oder transportiert ein anderes, einzigartiges Gefühl.
Auf allen Aufnahmen steht die Weiblichkeit der Frauen im Mittelpunkt, die allerdings in vielen verschiedenen Formen zu sehen ist. Manche Bilder sind erotisch, jedoch nie vulgär oder obszön. Mary Willumsen ist stets darauf bedacht gewesen, die jeweilige Erotik der Frauen unverfälscht und mit den persönlichen Einflüssen der Frauen darzustellen. Auf anderen Bildern wird Humor transportiert und auf vielen Bildern lachen die Frauen. Dadurch wird der Eindruck erzeugt, dass die Fotografin und das jeweilige Modell eine fröhliche Zeit zusammen verbracht haben. Teilweise erinnern die Bilder sogar an Freundinnen, die gemeinsam an einem Sommertag am Strand herumalbern. So vor allem bei Werken, auf denen mehrere Frauen fotografiert wurden. Anders als auf anderen Aufnahmen der Zeit, wirken die Frauen und Mädchen gelöst und frei. Das könnte daran liegen, dass die Bilder in geschützten Bereichen angefertigt wurden, wo sie sich vor männlichen Blicken sicher fühlen konnten. Zudem dürfte auch Mary Willumsens eigene Weiblichkeit förderlich dafür gewesen sein, dass sich die Modelle derartig wohl vor ihrer Kamera gefühlt haben.
Die präsentierte Erotik wirkt daher meistens humorvoll und unschuldig. Wiederum in anderen Werken kann eine tiefere Bedeutung in den Späßen der Frauen erkannt werden. Sicher kann man bei manchen ihrer Werke also von Gesellschaftskritik sprechen. Zu der Entstehungszeit der Werke standen Themen wie Feminismus, Prostitution und die Rolle der Frau in der Diskussion.

### Postkartenfotografie
Mary Willumsen verkaufte ihre Werke in Form von Postkarten. Das stellte sich schnell als leichten Weg heraus, mit den Fotografien an Geld zu kommen. Die sommerlichen, humorvollen aber natürlich teilweise auch erotischen Motive passten sehr gut zu dem damals noch recht jungen Bildmedium Postkarte. Die Karten dürften entweder als Erinnerungen an schöne Sommertage am dänischen Strand, Grüße in die Heimat oder als kleinformatige Bildpornografie verwendet worden sein. Zu der Zeit war Pornografie in Dänemark verpönt und illegal und damit eine Rarität. Dadurch, dass die Karten aufgrund ihres niedrigen Preises für die breite Masse erschwinglich waren, konnten sie von Menschen aus unterschiedlichen Schichten erworben werden. Das steigerte die Nachfrage. Ein weiterer Vorteil war die geringe Größe der Postkarten, durch die man sie leicht transportieren, bzw. verstecken konnte.
Die Postkarte wurde im Jahr 1869 von der österreich-ungarischen Post offiziell eingeführt, nachdem heftige Diskussionen über jene „unanständige Form der Mitteilung auf offenem Postblatt“, die Gefahr des Briefgeheimnisses und die Wahrung der guten Sitten vorangegangen waren. Schließlich siegte das Argument der Einfachheit und des niedrigen Preises des neuen Postformats. Schon kurz nach der Einführung der Postkarte war sie von enormem Erfolg geprägt. In Dänemark kam sie zwei Jahre später, 1871, in Umlauf und begeisterte auch hier die Bevölkerung. In Deutschland erreichte das postalische Bildmedium seine Blütezeit am Anfang des 20. Jahrhunderts, als die gesamte Rückseite der Karte inzwischen für Zeichnungen, Bilder von Sehenswürdigkeiten und Kunst-, Sport-, Humor-, und Erotikmotive vorbehalten war. Das erklärt, wieso Mary Willumsen viele ihrer Werke nach Deutschland exportieren konnte.

### Werkbeispiele
In den Fotografien steht stets die individuelle Weiblichkeit der Frauen im Fokus. Mary Willumsen verschönte niemals die Körper der Frauen, sondern gab sie natürlich und wahrheitsgetreu wieder. Die Erotik, die dabei entstand, ist daher keine unnatürlich erzeugte, sondern sehr ursprünglich und unschuldig. Charakteristisch für die Werke ist außerdem die Leichtigkeit und der sommerliche Charme.

#### Humor (Edith)
Von einem Modell ist der Name Edith sicher bekannt. Von ihr gibt es zahlreiche Aufnahmen, auf denen sie immer lacht oder schmunzelt. Es könnte sich bei Edith um eine Freundin Willumsens handeln. Auf einem Foto sitzt das Modell auf einem Tuch auf dem Boden und zeigt mit dem linken Arm auf ein Bild, das im Hintergrund steht. Darauf wurde mit groben Pinselstrichen die Silhouette eines Mannes mit Zylinder aufgemalt. Der rechte Zeigefinger liegt am lachenden Mund und die Augen und der Rest des Gesichts werden von einer Haube verdeckt. Die Bildkomposition und Haltung Ediths erweckt den Eindruck, dass sie sich über das gemalte Bild und somit über das männliche Geschlecht lustig macht. Zusammenhängen könnte das Bildmotiv mit der Frauenrechtsbewegung, die zu der Zeit in Dänemark sehr aktiv war.

#### „Blick in die Männerabteilung“
Eines ihrer wiederkehrenden Fotomotive ist das einer Frau, die über die Absperrungen der Damenumkleide oder des jeweiligen geschützten Bereichs schaut. Auf einer Fotografie zieht sich eine nackte Frau beispielsweise auf Zehenspitzen an einer hölzernen Trennwand nach oben, um darüber zu spähen. Auf einem anderen Bild steht die gleiche Frau auf einer hölzernen Brüstung und scheint zu versuchen, um die Ecke zu blicken. Eine dieser Postkartenmotive trug den Titel „Blick in die Männerabteilung“. Diese Überschrift kann auf zwei Arten interpretiert werden. Zunächst kann diese Bezeichnung als erotisch, anzüglich und humorvoll betrachtet werden. Andererseits, wenn man bedenkt, dass die dänischen Frauen zu der Zeit um ihr Wahlrecht, das sie im Jahr 1915 erhielten, und die generelle Gleichberechtigung kämpften, kann die Bildkomposition politisch interpretiert werden. Die Frau würde demnach aus ihrer begrenzten, umzäunten Lebensrealität einen Blick auf die Freiheiten der Männer werfen.

#### Versteckspiel
Ein Beispiel für das Versteckspiel, das sie die Frauen gern auf den Fotografien spielen ließ, ist ein Bild, auf dem ein Modell bäuchlings auf einer Sonnenliege liegt. Die Frau trägt lediglich ein sehr kurzes Kleid, das nur wenig verdeckt. Die Arme sind auffallend nach vorn auf die Lehne der Liege gelegt und die Handflächen berühren sich. Die Pose erinnert an die Armhaltung beim Brustschwimmen und wirkt gleichzeitig elegant. Die Unterschenkel sind abgeknickt und in die Höhe gestreckt, wodurch die hohen Stiefel, die die Beine der Frau optisch verlängern, mit in den Fokus gelangen. Im Gegensatz zu diesen lasziven Haltungen der Arme und Beine, ist das Gesicht der Frau in die entgegengesetzte Richtung gedreht. Darüber hinaus verdeckt ein gestreiftes Tuch ihren Kopf. Auf der einen Seite zeigt sich das Modell also elegant und erotisch und auf der anderen Seite verbirgt es seine Identität. Auch das Gesäß wird nur halb von dem kurzen Kleid verdeckt, was ebenfalls als eine Art Versteckspiel verstanden werden kann, bei dem Betrachter der Blick auf den ganzen Körper vergönnt bleibt.

#### Vier Freundinnen
Eine der bekanntesten Werke Mary Willumsens zeigt die Rückseiten von vier Frauen, die im Umkleidebereich stehen, die Arme miteinander verschränkt haben und alle lediglich Hüte oder Tücher auf dem Kopf und Schuhe tragen. Auch bei diesem Bild wird ersichtlich, dass Willumsen nicht die Absicht hatte, die weiblichen Körper zu idealisieren. Stattdessen zeigt sie die feinen Unterschiede der Rundungen und Proportionen sowie vermeintliche Imperfektionen. Beim Betrachten des Bildes kann vermutet werden, dass es sich bei den vier Modellen um Freundinnen handelt, die einen gemeinsamen Tag im Badehaus verbracht haben. Erweckt wird also ein Gefühl sommerlichen Charmes und unschuldiger Erotik. Im Fokus steht hierbei außerdem eindeutig die Weiblichkeit und sicherlich auch die Selbstbestimmtheit und der Zusammenhalt unter Frauen, vor allem wenn man die emanzipatorischen Frauenbewegungen der Zeit bedenkt.

## Emil Andersen Ebbersen
Im Jahr 1990 veröffentlichte die Dänische Gesellschaft für Fotogeschichte 16 Postkarten in der Club-Zeitschrift Objektiv. Daraufhin wurde der Redakteur kontaktiert und darüber in Kenntnis gesetzt, dass sich in der historischen Polizeisammlung in Aarhus circa 100 Original-Glasnegative derselben oder ähnlichen Bilder befänden.
Daraus ergab sich eine enorme Verwirrung, da es sich bei den Negativen nicht um den nachgewiesenen Besitz der Fotografin, sondern um Beweismittel eines anderen polizeilichen Falls handelte. Die Negative waren in Verbindung mit dem Fotografen Emil Andersen Ebbersen (1891–1933) konfisziert worden. Dieser lebte in Aarhus und war der Sohn des Postkarten-Fotografen Hans Andersen, der lokal vor allem für seine Landschaftsfotografien bekannt war. Emil Andersen Ebbersen schlug ebenfalls eine fotografische Laufbahn ein und wurde Pressefotograf der Aarhuser Zeitung Der Demokrat und nach dem Tod des Vaters ebenfalls Postkartenfotograf.
Im Juli 1919 erstatteten Mitglieder einer Kopenhagener Organisation namens Vigilia bei der Polizei Anzeige wegen des Verkaufs von erotischen Postkarten. Sie beschuldigten neben zwei weiteren Fotografen auch Ebbersen. Daraufhin wurde die Aarhuser Polizei kontaktiert und zwischen 130 und 200 Negative von dem Fotografen beschlagnahmt. Dieser gab schnell zu, der Urheber zu sein und die Fotografien zwischen 1917 und 1919 aufgenommen zu haben. Die Fotografien ähneln den Werken Mary Willumsens allerdings so stark, dass es eine Verbindung zwischen den beiden Kunstschaffenden geben könnte. Andrew Daneman, Direktor der Northern Light Gallery, hat dazu die folgenden Vermutungen angestellt.
Eine mögliche Erklärung wäre, dass die Fotografien tatsächlich von Mary Willumsen stammen, aber von Emil Andersen Ebbersen entwickelt wurden. Dafür würde sprechen, dass sie der immensen Nachfrage nicht mehr gerecht werden konnte und auf professionelle Unterstützung angewiesen war. Um monatlich 1200 Aufnahmen allein an den Scala-Kiosk zu verkaufen, hätte sie täglich ungefähr 60 Bilder herstellen müssen. Der fotografische Prozess zu der Zeit war aber sehr aufwändig, da man auf genügend Tageslicht und das schnelle Entwickeln der Fotografien achten musste. Es wäre beinahe unmöglich gewesen diese, neben den 60 Fotografien am Tag, zu entwickeln und zu Postkarten umzugestalten. So könnte sie auf Ebbersen gestoßen sein, der die Produktion der Bilder möglicherweise übernommen hatte. Vielleicht hätte er in diesem Fall die Schuld auf sich genommen um sie vor einer Strafverfolgung zu bewahren.
Eine andere Möglichkeit wäre, dass sie zusammengearbeitet hatten und manche der Fotografien in den Sanddünen Aarhus entstanden sind. Unterstützung hätten sie dabei von Ebbersens Schwester Ebba Ebbersen (1888–1933), die ebenso mit der Fotografie aufgewachsen war, erhalten können.
Natürlich besteht überdies die Möglichkeit, dass Emil Andersen Ebbersen die Arbeit Mary Willumsens, die drei Jahre vor ihm mit dem Fotografieren begonnen hatte, imitierte. Dafür könnte sprechen, dass Willumsen auf manche ihrer Werke die Beschriftung ENERET, dt. COPYRIGHT platziert hatte. Auf keinem der Negative, die aus der polizeilichen Untersuchung Ebbersens stammen, ist eines dieser Zeichen zu erkennen.
Generell kann festgestellt werden, dass sich der Stil des Fotografen deutlich von Willumsens Werken unterscheidet. Er war ein professioneller, ausgebildeter Fotograf, der damit aufgewachsen war und viel Erfahrung gesammelt hatte. Auf den Bildern, die ihm nachweislich zugeschrieben werden können, sind völlig andere Lichtverhältnisse, Motive und klassische Stilmittel zu erkennen. Außerdem waren sein Fachgebiet Pressefotografien und keine erotischen Aktbilder. Mary Willumsen dagegen hatte keine professionelle Ausbildung genossen, sondern ihr Können von ihrem ersten Ehemann erlernt. Dieser hatte die Bezeichnung des Fotografen ebenfalls nur nachträglich eintragen lassen, obwohl auch er nur die berufliche Ausbildung zum Maler durchlaufen hatte.

## Rezeption
Nachdem Mary Willumsen nach der polizeilichen Untersuchung ihre fotografische Arbeit niederlegte und im Antiquitätenhandel Fuß fasste, geriet sie zunächst in Vergessenheit. Unter anderem verantwortlich dafür war die Verwechslung mit Marie Villumsen (1872–1924), einer Volkshochschulfotografin aus Vestbirk. Björn Ochsner, der Gründer der fotografischen Sammlung in der Kopenhagener Royal Library, hatte die beiden Frauen aufgrund des ähnlichen Namens verwechselt. Marie Villumsen arbeitete zeitlebens in Kopenhagen, wo auch Mary Willumsens Werke größtenteils entstanden. Niemand ihrer Verwandten und Freunde konnte je bestätigen, dass sie derartige Fotografien angefertigt hatte. Erst Anfang der 1990er Jahre wurde die wahre Identität der Künstlerin wiederentdeckt und ihr künstlerisches Werk daraufhin bei einer Ausstellung in der Glyptothek 1994 gewürdigt. Seitdem ist sie als Fotografin international bekannt.
Willumsens Verständnis des weiblichen Körpers war ihrer Zeit, in der nackte Frauen vor allem mythologisch abgebildet wurden, voraus. Mit ihrer realistischen Darstellung der Frauenkörper prägte sie die weibliche Aktfotografie der 1920er, 1930er und 1940er Jahre.
2014 fand in der Ringsted Gallery die Ausstellung Dear Mary (Steel) der dänischen Künstlerin Nanna Lysholt Hansen[3] statt. In der Klang-, Performance-, Text-, und Fotografieausstellung waren verschiedene Werke zu sehen, die an das Leben und Werk Mary Willumsens erinnerten. Nachdem die Künstlerin 2012 begonnen hatte, zu Mary Willumsen zu recherchieren, widmete sie ihr die Ausstellung, in der sie sich mit dem weiblichen Körper in Bezug auf die Kunstgeschichte beschäftigte.

### Andrew Daneman
Der amerikanische Fotograf und Direktor der Northern Light Gallery, Andrew Daneman, ist hauptsächlich dafür verantwortlich, dass das künstlerische Werk Mary Willumsens, sowie ihre Person, wieder in das Bewusstsein der Kunstszene gerückt ist. 1989 begann er, Nachforschungen über die damals mysteriöse Fotografin der einzigartigen Postkarten anzustellen. Nachdem er den originalen Polizeibericht über sie gelesen und dadurch ihre Sicht der Dinge erfahren hatte, stellte er weitere Recherchen an. Beispielsweise integrierte er verschiedene Kirchen-, Polizei- und Nachlassregister, Heirats- und Sterbeurkunden, sowie architektonische Pläne des Badehauses Helgoland. Zudem untersuchte er Postkarten aus privaten Sammlungen und Negative aus historischen und polizeilichen Archiven. Darüber hinaus beschäftigte er sich mit der beschriebenen rätselhaften Verbindung Emil Andersen Ebbersens und Mary Willumsens. 1994 konnten schließlich viele der Postkarten im Hinblick auf das neu gewonnene Wissen über die Künstlerin bei einer Ausstellung in der Glyptothek in Kopenhagen betrachtet werden.

## Bildnachweise
- Northern Light Gallery - Andrew Daneman